# O Livro de Thoth (Aleister Crowley)
O Livro de Thoth é um livro escrito por Aleister Crowley descrevendo a filosofia e o uso do Toth Tarot.